# Kirgiz Wikipédia
A Kirgiz Wikipédia (kirgiz nyelven: Кыргыз Уикипедиясы) a Wikipédia projekt kirgiz nyelvű változata, egy internetes enciklopédia. A Kirgiz Wikipédiának 3 adminisztrátorja, 27 790 felhasználója van, melyből 80 az aktív szerkesztő.[mikor?] A szócikkek száma 80 710.[mikor?] Sorrendjét tekintve a hetvenhetedik helyen áll a Wikipédiák között.

## Mérföldkövek
- 2002. június 3. - elindul az oldal